# Шадманов, Бекзат Эргашович
Бекзат Эргашович Шадманов (каз. Бекзат Ерғашұлы Шадманов; род. 12 августа 1997, Тараз) — казахстанский футболист, защитник клуба «Кызыл-Жар».

## Клубная карьера
Воспитанник жамбылского футбола. Карьеру начинал в 2017 году в составе клуба «Тараз». В 2019 году за клуб провел 30 матчей в которых забил 1 мяч.

## Карьера в сборной
Сыграл один матч за сборную Казахстана — 21 февраля 2019 года в товарищеской игре против Молдавии.

## Достижения
«Тараз»
- Серебряный призёр первой лиги: 2018

## Статистика выступлений

### Клубная карьера
| Клуб             | Сезон            | Лига | Лига | Кубки | Кубки | Еврокубки | Еврокубки | Прочие | Прочие | Итого | Итого |
| Клуб             | Сезон            | Игры | Голы | Игры  | Голы  | Игры      | Голы      | Игры   | Голы   | Игры  | Голы  |
| ---------------- | ---------------- | ---- | ---- | ----- | ----- | --------- | --------- | ------ | ------ | ----- | ----- |
| Тараз            | 2017             | 23   | 0    | 1     | 0     | —         | —         | —      | —      | 24    | 0     |
| Тараз            | 2018             | 21   | 1    | 1     | 0     | —         | —         | —      | —      | 22    | 1     |
| Тараз            | 2019             | 30   | 1    | 0     | 0     | —         | —         | 2      | 0      | 32    | 1     |
| Тараз            | 2020             | 16   | 0    | —     | —     | —         | —         | —      | —      | 16    | 0     |
| Тараз            | Итого            | 90   | 2    | 2     | 0     | —         | —         | 2      | 0      | 94    | 2     |
| → Тараз М        | 2016             | 23   | 0    | —     | —     | —         | —         | —      | —      | 23    | 0     |
| → Тараз М        | 2017             | 2    | 0    | —     | —     | —         | —         | —      | —      | 2     | 0     |
| → Тараз М        | Итого            | 25   | 0    | —     | —     | —         | —         | —      | —      | 25    | 0     |
| Кайсар           | 2021             | 15   | 0    | 4     | 0     | —         | —         | —      | —      | 19    | 0     |
| Кайсар           | Итого            | 15   | 0    | 4     | 0     | —         | —         | —      | —      | 19    | 0     |
| → Байконур       | 2021             | 1    | 0    | —     | —     | —         | —         | —      | —      | 1     | 0     |
| → Байконур       | Итого            | 1    | 0    | —     | —     | —         | —         | —      | —      | 1     | 0     |
| Тараз            | 2022             | 3    | 0    | 1     | 0     | —         | —         | —      | —      | 4     | 0     |
| Тараз            | Итого            | 3    | 0    | 1     | 0     | —         | —         | —      | —      | 4     | 0     |
| Всего за «Тараз» | Всего за «Тараз» | 93   | 2    | 3     | 0     | —         | —         | 2      | 0      | 98    | 2     |
| → Тараз-Каратау  | 2021             | 8    | 1    | —     | —     | —         | —         | —      | —      | 8     | 1     |
| → Тараз-Каратау  | Итого            | 8    | 1    | —     | —     | —         | —         | —      | —      | 8     | 1     |
| Кызыл-Жар        | 2023             | 21   | 0    | 3     | 0     | —         | —         | —      | —      | 24    | 0     |
| Кызыл-Жар        | 2024             | 0    | 0    | —     | —     | —         | —         | —      | —      | 0     | 0     |
| Кызыл-Жар        | Итого            | 21   | 0    | 3     | 0     | —         | —         | —      | —      | 24    | 0     |
| → Кызыл-Жар М    | 2023             | 1    | 0    | —     | —     | —         | —         | —      | —      | 1     | 0     |
| → Кызыл-Жар М    | Итого            | 1    | 0    | —     | —     | —         | —         | —      | —      | 1     | 0     |
| Всего за карьеру | Всего за карьеру | 164  | 3    | 10    | 0     | —         | —         | 2      | 0      | 176   | 3     |

### Выступления за сборную
| Сборная   | Год   | Отборочные матчи ЧМ | Отборочные матчи ЧМ | Отборочные матчи ЧЕ | Отборочные матчи ЧЕ | Лига наций УЕФА | Лига наций УЕФА | Товарищеские матчи | Товарищеские матчи | Итого | Итого |
| Сборная   | Год   | Игры                | Голы                | Игры                | Голы                | Игры            | Голы            | Игры               | Голы               | Игры  | Голы  |
| --------- | ----- | ------------------- | ------------------- | ------------------- | ------------------- | --------------- | --------------- | ------------------ | ------------------ | ----- | ----- |
| Казахстан | 2019  | −                   | −                   | −                   | −                   | −               | −               | 1                  | 0                  | 1     | 0     |
| Итого     | Итого | −                   | −                   | −                   | −                   | −               | −               | 1                  | 0                  | 1     | 0     |